# Drosera viridis
Drosera viridis es una especie planta perenne, semi-erecta o en roseta, carnívora, de la familia Droseraceae. 

## Distribución y hábitat
Sólo se conoce en Brasil, siendo hallada en el este del Estado de Paraná y Estado de São Paulo, y en el centro de Santa Catarina, en elevaciones de 550–1,100 m. Sin embargo, también puede encontrarse en Argentina, Paraguay, y Uruguay. Crece habitualmente en hábitats anegados entre hierbas, y en suelos arcillosos blancos, latéricos rojos o negros ricos en humus, y a veces puede encontrarse sumergida con solo las hojas sobre el agua.

## Descripción
Drosera viridis produce hojas que son espatuladas, de entre 5-28 mm de largo, y completamente verdes, incluso expuestas al sol directo, a diferencia de la Drosera communis, cuyas hojas se vuelven rojas a pleno sol. Cada plantas produce entre una a tres inflorescencias erectas o ascendentes, que tienen 7.5–30 cm de largo, incluyendo el escapo. Cada inflorescencia posee entre dos y doce flores de color lila claro a oscuro. Puede hallarse floreciendo durante todo el año, aunque más plantas estpan en floración durante la estación húmeda de diciembre a marzo. Estas especies tienen un número de cromosoma diploide de 2n = 20.
Drosera viridis está estrechamente relacionada con Drosera communis, y a veces coinciden en las mismas regiones, pero D. viridis está restringida a un rango más estrecho de hábitats húmedos. Donde D. viridis y D. communis son simpátricas, pueden encontrarse algunos especímenes híbridos, aunque si son débiles, indicaría que la cruza híbrida resultante entre esas dos es rara, infértil, y no se alcanzará la madurez.

## Taxonomía
Esta especie fue descrita por primera vez por el botánico Fernando Rivadavia en una edición del Carnivorous Plant Newsletter de 2003, juntos a otras tres nuevas especies de Drosera de Brasil. El espécimen tipo fue recolectado por Rivadavia y M. R. F. Cardoso el 2 de febrero de 1996. Otros especímenes fueron cultivados bajo condiciones de invernadero para su posterior observación. 
Etimología
Drosera: tanto su nombre científico –derivado del griego δρόσος (drosos): "rocío, gotas de rocío"– como el nombre vulgar –rocío del sol, que deriva del latín ros solis: "rocío del sol"– hacen referencia a las brillantes gotas de mucílago que aparecen en el extremo de cada hoja, y que recuerdan al rocío de la mañana.
Rivadavia eligió el epíteto específico viridis para referirse al color verde de las plantas cuando son expuestas a sol pleno.